# Consistórios de Urbano VIII
O Papa Urbano VIII (r. 1623–1644) criou 74 cardeais em 8 consistórios:

## 2 de outubro de 1623
1. Francesco Barberini  † 10 de dezembro de 1679

## 7 de outubro de 1624
Todos os novos cardeais receberam suas igrejas titulares em 13 de novembro de 1624
1. Antonio Marcello Barberini, OFMCap. † 11 de setembro de 1646
2. Lorenzo Magalotti † 19 de setembro de 1637
3. Pietro Maria Borghese † 15 de junho de 1642

## 19 de janeiro de 1626
1. Luigi Caetani † 15 de abril de 1642
2. Denis-Simon de Marquemont  † 16 de setembro de 1626
3. Ernest Adalbert von Harrach  † 25 de outubro de 1667
4. Bernardino Spada  † 10 de setembro de 1661
5. Laudivio Zacchia  † 30 de agosto de 1637
6. Berlinghiero Gessi † 6 de abril de 1639
7. Federico Baldissera Bartolomeo Cornaro  † 5 de junho de 1653
8. Giulio Cesare Sacchetti † 28 de junho de 1663
9. Giandomenico Spinola † 11 de agosto de 1646
10. Giacomo Cavalieri † 28 de janeiro de 1629
11. Lelio Biscia † 19 de novembro de 1638
12. Enrique de Guzmán Haros † 21 de junho de 1626

### in pectore
1. Nicholas Francis, Duque de Lorena (publicado em 30 de agosto de 1627) † 27 de janeiro de 1670
2. Girolamo Vidoni  (publicado em 30 de agosto de 1627) † 30 de outubro de 1632
3. Marzio Ginetti (publicado em 30 de agosto de 1627)  † 1º de março de 1671

## 30 de agosto de 1627
1. Fabrizio Verospi , † 27 de janeiro de 1639
2. Gil Carrillo de Albornoz  † 19 de dezembro de 1649
3. Pierre de Bérulle, CO, † 2 de outubro de 1629
4. Alessandro Cesarini, Jr. † 25 de janeiro de 1644

### in pectore
1. Antonio Barberini  (publicado em 7 de fevereiro de 1628)  † 4 de agosto de 1671
2. Girolamo Colonna (publicado em 7 de fevereiro de 1628) † 4 de setembro de 1666
3. Giovanni Battista Pamphilj (Futuro Papa Inocêncio X) (publicado em 19 de novembro de 1629) † 7 de janeiro de 1655
4. Giovanni Francesco Guidi di Bagno  (publicado em 19 de novembro de 1629)  † 24 de julho de 1641

### RevelaçãoIn pecture
1. Nicholas Francis, Duque de Lorena (publicado em 30 de agosto de 1627) † 27 de janeiro de 1670
2. Girolamo Vidoni  (publicado em 30 de agosto de 1627) † 30 de outubro de 1632
3. Marzio Ginetti (publicado em 30 de agosto de 1627)  † 1º de março de 1671

## 7 de fevereiro de 1628

### RevelaçãoIn pecture
1. Antonio Barberini (in pectore 30 de agosto de 1627)  † 4 de agosto de 1671
2. Girolamo Colonna (in pectore 30 de agosto de 1627) † 4 de setembro de 1666

## 19 de novembro de 1629
1. Péter Pázmány, SJ, † 19 de março de 1637
2. Antonio Santacroce  † 25 de novembro de 1641
3. Alphonse Louis de Plessis de Richelieu, O.Carth. † 24 de março de 1653
4. Giovanni Battista Maria Pallotta † 22 de janeiro de 1668
5. Gregorio Naro  † 7 de agosto de 1634
6. Luca Antonio Virili † 4 de junho de 1634
7. Giangiacomo Teodoro Trivulzio † 3 Agosto de 1656

### in pectore
1. Diego de Guzmán Haros (publicado em 15 de julho de 1630)† 21 de janeiro de 1631
2. João Alberto Vasa, SJ, (publicado em 20 de dezembro de 1632) † 29 de dezembro de 1634
3. Ciriaco Rocci (publicado em 28 de novembro de 1633) † 25 de setembro de 1651
4. Cesare Monti (publicado em 28 de novembro de 1633) † 16 de agosto de 1650

### RevelaçãoIn pecture
1. Giovanni Battista Pamphilj (Futuro Papa Inocêncio X) (in pectore 30 de agosto de 1627) † 7 de janeiro de 1655
2. Giovanni Francesco Guidi di Bagno (in pectore 30 de agosto de 1627)  † 24 de julho de 1641

## 15 de julho de 1630

### RevelaçãoIn pecture
1. Diego de Guzmán Haros (in pectore 19 de novembro de 1629) † 21 de janeiro de 1631

## 20 de dezembro de 1632

### RevelaçãoIn pecture
1. Jan Olbracht Waza, SJ,(in pectore 19 de novembro de 1629) † 29 de dezembro de 1634

## 28 de novembro de 1633
1. Francesco Maria Brancaccio † 9 de janeiro de 1675
2. Alessandro Bichi † 25 de maio de 1657
3. Ulderico Carpegna † 24 de janeiro de 1679
4. Stefano Durazzo † 11 de julho de 1667
5. Agostino Oreggi † 12 de julho de 1635
6. Benedetto Ubaldi † 20 de janeiro de 1644

### in pectore
1. Marco Antonio Franciotti (publicado em 30 de março de 1637) † 8 de fevereiro de 1666

### RevelaçãoIn pecture
1. Ciriaco Rocci (in pectore 19 de novembro de 1629) † 25 de setembro de 1651
2. Cesare Monti (in pectore 19 de novembro de 1629) † 16 de agosto de 1650

## 30 de março de 1637

### RevelaçãoIn pecture
1. Marco Antonio Franciotti (in pectore 28 de novembro de 1633) † 8 de fevereiro de 1666

## 16 de dezembro de 1641
1. Francesco Maria Macchiavelli † 22 de novembro de 1653
2. Ascanio Filomarino † 3 de novembro de 1666
3. Marcantonio Bragadin † 28 de março de 1658
4. Ottaviano Raggi † 31 de dezembro de 1643
5. Pierdonato Cesi, Jr † 30 de janeiro de 1656
6. Girolamo Verospi † 5 de janeiro de 1652
7. Vincenzo Maculani, OP, † 16 de fevereiro de 1667
8. Francesco Peretti di Montalto  † 3 de maio de 1655
9. Giulio Gabrielli  † 31 de agosto de 1677
10. Giulio Raimondo Mazzarini  † 9 de março de 1661
11. Virginio Orsini, OSIo.Hieros. † 21 de agosto de 1676
12. Reinaldo d'Este † 30 de setembro de 1672

## 13 de julho de 1643
1. Giovanni Giacomo Panciroli † 3 de setembro de 1651
2. Fausto Poli † 7 de outubro de 1653
3. Lelio Falconieri † 14 de dezembro de 1648
4. Gaspare Mattei † 9 de abril de 1650
5. Cesare Facchinetti † 31 de janeiro de 1683
6. Girolamo Grimaldi-Cavalleroni † 4 de novembro de 1685
7. Carlo Rossetti † 23 Novembro de 1681
8. Giovanni Battista Altieri † 26 de novembro de 1654
9. Mario Theodoli † 27 de junho de 1650
10. Francesco Angelo Rapaccioli † 15 de maio de 1657
11. Francesco Adriano Ceva † 12 de outubro de 1655
12. Vincenzo Costaguti † 6 de dezembro de 1660
13. Giovanni Stefano Donghi † 26 de novembro de 1669
14. Paolo Emilio Rondinini † 16 de setembro de 1668
15. Angelo Giori † 8 de agosto de 1662

### in pectore
1. Juan de Lugo y de Quiroga, SJ (publicado em 14 de dezembro de 1643)  † 20 de agosto de 1660
2. Achille d' Etampes de Valençay, OS.Io.Hieros. (publicado em 14 de dezembro de 1643) † 27 de junho 1646

## 14 de dezembro de 1643

### RevelaçãoIn pecture
1. Juan de Lugo y de Quiroga, SJ (in pectore 13 de julho de 1643)  † 20 de agosto de 1660
2. Achille d' Etampes de Valençay (in pectore 13 de julho de 1643) † 27 de junho 1646